# Leonardo Polo
Leonardo Polo Barrena (ur. 1 lutego 1926 w Madrycie, zm. 9 lutego 2013 w Pampelunie) – hiszpański filozof. 

## Życiorys
W 1949 skończył prawo w Madrycie i rozpoczął studia doktoranckie na tym kierunku. W 1952 udał się na badania naukowe do Rzymu. W 1954 przeniósł się na nowo powstały Uniwersytet Nawarry, gdzie wykładał prawo naturalne. W tym samym czasie studiował filozofię na Uniwersytecie Centralnym w Madrycie. W 1961 uzyskał doktorat z filozofii. Jego praca doktorska o Kartezjuszu została opublikowana w 1963 i otrzymała nagrodę Menéndez Pelayo.

## Filozofia
Jego myślenie proponuje odnowienie metodologii filozoficznej, w oparciu o odkrycie które nazywa granicą umysłu ludzkiego. 

### Dzieła Leonardo Polo
- Evidencia y realidad en Descartes (1963)
- El acceso al ser (1964)
- El ser I: la existencia extramental (1966)
- Curso de teoría del conocimiento, 4 vv. (1984-1996)
- Hegel y el posthegelianismo (1985)
- Antropología trascendental I: la persona humana (1999)
- Antropología trascendental II: la esencia del hombre (2003)

### Na temat Leonardo Polo
- Studia Poliana, pismo naukowe o myślach Leonardo Polo, Servicio de Publicaciones de la Universidad de Navarra.
- Franquet, María José (1996): Filozofia Leonardo Polo.
- Posada, J. M. (2007): Lo distintivo del amar.
- Posada, J. M. (2007): La intencionalifdad del Inteligir como iluminación.
- Dalma, J. (2004): La intencionalidad en Leonardo Polo (ponencia).
- Esquer, H. (2000): El límite del pensamiento.
- Sellés, J. F. (2003): El conocer personal.